# Tizi-n-Tleta
Tizi-n-Tleta är en ort i Algeriet.   Den ligger i provinsen Tizi Ouzou, i den norra delen av landet, 90 km öster om huvudstaden Alger. Tizi-n-Tleta ligger 483 meter över havet och antalet invånare är 22 404.
Terrängen runt Tizi-n-Tleta är kuperad norrut, men söderut är den bergig. Terrängen runt Tizi-n-Tleta sluttar norrut.Runt Tizi-n-Tleta är det tätbefolkat, med 276 invånare per kvadratkilometer. Närmaste större samhälle är Tizi Ouzou, 18,5 km norr om Tizi-n-Tleta. Trakten runt Tizi-n-Tleta består till största delen av jordbruksmark.